# Centrul Național Anticorupție
Centrul Național Anticorupție (CNA), până la 1 octombrie 2012 numit Centrul pentru Combaterea Crimelor Economice și a Corupției (CCCEC), este un organ din Republica Moldova specializat în prevenirea și combaterea corupției, a actelor conexe corupției și a faptelor de comportament corupțional. 
CNA este persoană juridică de drept public, finanțat integral din bugetul de stat, dispune de conturi trezoreriale, de ștampilă cu imaginea Stemei de Stat a Republicii Moldova și de alte atribute necesare. Centrul este un organ apolitic, nu acordă asistență și nu sprijină niciun partid politic. Centrul este independent în activitatea sa și se supune doar legii. CNA este independent organizațional, funcțional și operațional în condițiile stabilite de lege.
Cadrul juridic al activității Centrului îl constituie Constituția Republicii Moldova; Legea cu privire la Centrul Național Anticorupție, adoptata de către Parlamentul Republicii Moldova la 6 iunie 2002, cu modificările ulterioare, alte acte normative, inclusiv tratatele internaționale la care Republica Moldova este parte.

## Principii
Centrul își desfășoară activitatea pe principiile legalității, independenței, imparțialității, aplicării prioritare a metodelor de prevenire a corupției față de cele de combatere, respectării drepturilor si libertăților fundamentale ale omului, oportunității, îmbinării metodelor si mijloacelor publice si secrete de activitate, îmbinării conducerii unipersonale si colegiale, colaborării cu alte autorități publice, organizații obștești si cu cetățeni.

## Atribuții
În atribuțiile Centrului intră prevenirea, depistarea, cercetarea și curmarea contravențiilor și infracțiunilor de corupție și a celor conexe corupției, precum și a faptelor de comportament corupțional; prevenirea și combaterea spălării banilor și finanțării terorismului, efectuarea expertizei anticorupție a proiectelor de acte legislative și a proiectelor de acte normative ale Guvernului, precum și a altor inițiative legislative prezentate în Parlament, în vederea corespunderii lor cu politica statului de prevenire și combatere a corupției; asigurarea desfășurării evaluării riscurilor de corupție în cadrul autorităților și instituțiilor publice prin instruire și consultare, monitorizare și analiză a datelor referitoare la evaluarea riscurilor de corupție, precum și coordonarea elaborării și executării planurilor de integritate.
ro  en  en  Site-ul oficial al Centrului

## Conducerea CNA
- Alexandr Pînzari – director
- Alexandru Savca – director adjunct
- Serghei Carapunarlî – director adjunct

## Directori ai CNA
| № | Nume (naștere–deces)       | Portret         | Mandat                | Mandat            | Observații             |
| - | -------------------------- | --------------- | --------------------- | ----------------- | ---------------------- |
| 1 | Alexei Roibu (1954–)       |                 | 14 februarie 2002     | 28 februarie 2004 |                        |
| 2 | Valentin Mejinschi (1967–) |                 | 28 aprilie 2004       | 31 martie 2008    |                        |
| 3 | Sergiu Pușcuța (1972–)     |                 | 2 aprilie             | 19 noiembrie 2008 |                        |
| 4 | Sergiu Burduja (1969–)     |                 | 26 noiembrie 2008     | 4 noiembrie 2009  |                        |
| 5 | Viorel Chetraru (1974–)    | Viorel Chetraru | 4 noiembrie 2009      | 25 octombrie 2017 | Primul Director al CNA |
| 6 | Bogdan Zumbreanu (1979–)   |                 | 15 decembrie 2017     | 8 iunie 2019      |                        |
| 7 | Ruslan Flocea (1978–)      |                 | 31 iulie 2019         | 18 noiembrie 2021 |                        |
| 8 | Iulian Rusu (1978–)        |                 | 3 februarie 2022      | 10 octombrie 2023 |                        |
| 9 | Alexandr Pînzari (1986–)   |                 | din 26 octombrie 2023 |                   |                        |